# Formaggio di fossa
Il formaggio di fossa è un formaggio ottenuto tramite fermentazione storicamente prodotto a Sogliano al Rubicone, Borghi, Roncofreddo, Sant'Agata Feltria, Mondaino, Talamello, Predappio.
Il nome deriva dal caratteristico tipo di riposo delle forme, detta infossatura, in una apposita fossa sigillata, in cui avviene una fermentazione anaerobica.

## Storia
Nel Medioevo, in Romagna come altrove, era comune utilizzare fosse ipogee per conservare cereali e altri alimenti, in particolare i formaggi. 
Alla fine del XIII secolo, a Sogliano è già documentato l'utilizzo di fosse scavate nella roccia arenaria esclusivamente per la fermentazione dei formaggi, e l'infossatura era un servizio pubblico sotto il controllo dei Malatesta. 
Nei periodi primaverili ed estivi, c'era una grande produzione di formaggi, ed era necessario conservarli in vista dei lunghi inverni. L'infossatura garantiva che una volta estratti si conservassero fino alla primavera dell'anno successivo, oltre ad acquisire un sapore intenso e particolare.
Il periodo tradizionale di infossatura è agosto, con conseguente riapertura delle fosse a novembre. Tradizionalmente il giorno di Santa Caterina, il 25 Novembre, i produttori, ritirato il proprio prodotto, davano vita ad un mercato nel paese che poi, in tempi recenti, diede origine alla Sagra del Formaggio di Fossa di Sogliano.
Con identici procedimenti, il formaggio di fossa si produceva in diversi comuni collinari delle province di Forlì-Cesena e Rimini, nei  quali la presenza di rocce tufacee consentiva l'utilizzo di fosse adatte a quel tipo di fermentazione. 

## Produzione
Tradizionalmente il formaggio destinato all'infossatura era prodotto un po' in tutte le aree della Romagna, di pianura, collina e montagna. Si trattava di forme del tipo bazzotto che venivano fatte asciugare a lungo (formaggio secco). Queste venivano poi trasportate nei centri di collina in cui si trovavano le apposite fosse.  Queste sono cavità di forma tronco-conica con un'unica apertura in alto, scavate nella roccia arenaria (localmente chiamata tufo per il caratteristico odore che emana), le quali favoriscono la formazione di un microclima particolare con umidità e della temperatura costante, con l'innesco di una fermentazione anaerobica del formaggio, cambiandone la forma, il sapore e le caratteristiche bio-chimiche.
Inizialmente la fossa, dopo un periodo di riposo, va aperta, ossigenata e in seguito purificata col fuoco incendiando della paglia posta sul fondo. Ripulite le ceneri, si crea un'impalcatura di canne fissata alla parete che serve a sorreggere un'intercapedine di paglia. In seguito, si crea un tavolato in legno sopraelevato sul fondo.
I formaggi vengono racchiusi in sacchi di tela opportunamente legati e marchiati con un numero per contrassegnare ogni proprietario del sacco, e vengono depositati nella cavità fino al suo completo riempimento. La fossa viene chiusa con un coperchio in legno sigillato utilizzando del gesso, e viene ricreato il selciato con sabbia e sassi.
La fossa rimane sigillata per tre mesi, e trascorso questo periodo di fermentazione il formaggio è pronto.
In alcune località il formaggio, dopo una prima stagionatura all'aria aperta, viene depositato in grotta, a temperatura costante (12°) e umidità elevata (90%), con processo diverso dalla classica fermentazione anaerobica, utilizzando gallerie naturali o miniere di zolfo, numerose nel cesenate e nel forlivese. Oltre dal sapore, il formaggio di fossa si distingue da quello di grotta per avere una buccia assente o appena accennata.

## Caratteristiche del prodotto e consumo
Il formaggio di fossa può essere realizzato con latte vaccino, pecorino, misto (vaccino e ovino) o caprino (il quale non può essere certificato DOP). La forma è irregolare a causa dell'ammassamento nel periodo di fermentazione. La pasta interna è di consistenza semi dura, facilmente friabile, di un colore che va dal bianco ambrato al giallo paglierino.
In cucina oltre a essere consumato come alimento a sé, può essere usato nell'impasto dei passatelli e inserito nella pasta ripiena come cappelletti, spoja lorda, ravioli e tortelli.